# كولن جاي غيليسبي
كولن جاي غيليسبي (بالإنجليزية: Colin J. Gillespie)‏ هو فيزيائي ومحامي أسترالي، ولد في 11 مايو 1941 في أديلايد في أستراليا.

## وصلات خارجية
- الموقع الرسمي